# CoRoT-1b
CoRoT-1b（旧名CoRoT-Exo-1b）は、いっかくじゅう座の方角に約2630光年の位置にある太陽系外惑星である。G型主系列星CoRoT-1の周囲を公転しているのが2007年5月に発見された。フランスのCOROTミッションで発見された初めての惑星である。

## 発見

CoRoT-1bが主星の前面を通過する想像図

CoRoT-1bはCoRoT計画の中の2007年2月6日から4月2日の間に行われた第1ランで最も惑星として最適な候補だと確認された。Wise天文台(英語版)の1.0m望遠鏡とカナダ・フランス・ハワイ望遠鏡による再度の測光で通過の徴候がない画像を取り除いた。2007年3月~10月にはオート＝プロヴァンス天文台に搭載されたSCOPIEエシェル分光器(英語版)を使って9回、CoRoT-1の視線速度の測定が行われた。視線速度のデータはCoRoTの光度曲線のデータと一致し、CoRoT-1bの性質の裏付けとなり、二重星や食連星、三重星系などの可能性をなくすことができた。
この発見は2007年5月3日に公開され、2008年1月4日に公式に投稿された。

## 特徴
当時としては最大の惑星の1つで、木星の1.49倍の半径、1.03倍の質量を持つ巨大なホットジュピターである。密度の低さと主星からの熱による大気外層の膨張によって半径が大きくなっていると考えられている。

## 満ち欠けの観測
2009年5月、CoRoT-1bは満ち欠けが光学的に観測された初の太陽系外惑星となった。これらの観測により、惑星の昼の領域と夜の領域で熱の移動は大きくないことが示唆された。